# Гута-Высовска
Гу́та-Высо́вска (пол.  Huta Wysowska) — деревня в Польше, находящаяся на территории гмины Усце-Горлицке Горлицкого повета Малопольского воеводства. Деревня входит в солецтво Высова-Здруй.

## История
В 1975 – 1998 года село входило в Новосонченское воеводство.

## Туризм
Через деревню проходит пеший туристический маршрут «Гора Бордюв-Верх (755 м.) – Ропки – Гута-Высовска – Высова-Здруй – перевал Регетовский».